# Association des joueurs de la Ligue nationale de hockey
L'Association des joueurs de la Ligue nationale de hockey abrégé sous le sigle AJLNH (en anglais : National Hockey League Players Association - NHLPA) est un syndicat professionnel qui représente les intérêts des joueurs de hockey sur glace de la Ligue nationale de hockey en Amérique du Nord.

## Historique
Dès 1957, des joueurs tentent de mener une action collective contre la ligue qui refuse alors de divulguer certaines informations financières. Les joueurs en questions, Ted Lindsay des Red Wings de Détroit et Doug Harvey des Canadiens de Montréal, se voient être mis à l'écart dans des équipes de ligues mineures par les propriétaires des franchises.
En juin 1967, à l'occasion d'une rencontre entre des représentants des six équipes originales de la LNH, une nouvelle tentative d'associations entre les joueurs est faite. À l'issue de cette rencontre, Bob Pulford et Alan Eagleson sont choisis pour constituer le premier bureau de l'association et afin d'éviter à la nouvelle association de subir le même destin que la tentative précédente, Pulford a décidé de rencontrer les propriétaires des clubs de la ligue et leur a demandé de reconnaître l'existence de l'association. De même, Pulford a demandé aux présidents de garantir qu'aucun des joueurs membre de la NHLPA ne serait puni en raison de cette affiliation.
En 1992, Eagleson démissionne et est remplacé par Bob Goodenow. Eagleson était alors accusé de fraude fiscale et a écopé de dix-huit mois de prison.
À la suite d'une grève qui a écourté la saison 1994-1995 de la LNH de 36 matchs, la LNH et l'AJLNH signent un accord sur les salaires pour une durée de six saisons. L'accord pouvait être renégocié en 1998 mais la date d'échéance était le 15 septembre 2004. La saison 2004-2005 de la LNH fut également perturbée et pour la première fois dans le sport professionnel nord-américain, une saison entière fut annulée.
Finalement, l'AJLNH a accepté de signer un accord le 14 juillet 2005 fixant un plafond salarial pour les franchises et pour les joueurs de la ligue.

## Organisation
L'AJLNH est dirigée par un directeur exécutif qui préside une assemblée de joueurs eux-mêmes représentant les joueurs de leur équipe. L'assemblée des joueurs a un président (Trevor Linden) et trois vice-présidents (Bob Boughner, Daniel Alfredsson et Bill Guerin).

## Directeurs exécutifs
- 1967-1991 : Alan Eagleson

Ancien logo de l’AJLNH de 1971 à 2013

- 1991-1992 : Poste vacant (en raison de la démission d'Eagleson)(en raison de la démission d'Eagleson)
- 1992-2005 : Bob Goodenow
- 2005-2007 : Ted Saskin
- 2007-2009 : Paul Kelly
- août-octobre 2009 : Ian Penny (intérim)
- 2009-2010 : Mike Ouellet (intérim)
- 2010-2023 : Donald Fehr
- depuis 2023 : Marty Walsh